# Croton macradenis
Espèce
Croton macradenis est une espèce de plantes à fleurs du genre Croton et de la famille Euphorbiaceae présente de la Colombie au nord de l'Amérique du Sud.